# Dinsmore (Saskatchewan)
Dinsmore je vesnice v kanadské provincii Saskatchewan.

## Demografie
Podle sčítání lidu z roku 2006 mělo Dinsmore 269 obyvatel žijících v 153 příbytcích. Od roku 2001 došlo k úbytku obyvatelstva o 20,2%. Střední věk činil 55,6 let (u mužů 52,2 a u žen 60,0).